# Morgan (Vermont)
Morgan es un pueblo ubicado en el condado de Orleans en el estado estadounidense de Vermont. En el año 2010 tenía una población de 749 habitantes y una densidad poblacional de 8.5 personas por km².

## Geografía
Morgan se encuentra ubicado en las coordenadas 44°54′19″N 71°59′25″O / 44.90528, -71.99028.

## Demografía
Según la Oficina del Censo en 2000 los ingresos medios por hogar en la localidad eran de $37,292 y los ingresos medios por familia eran $42,344. Los hombres tenían unos ingresos medios de $28,542 frente a los $18,125 para las mujeres. La renta per cápita para la localidad era de $15,565. Alrededor del 15% de la población estaban por debajo del umbral de pobreza.